# Cianato

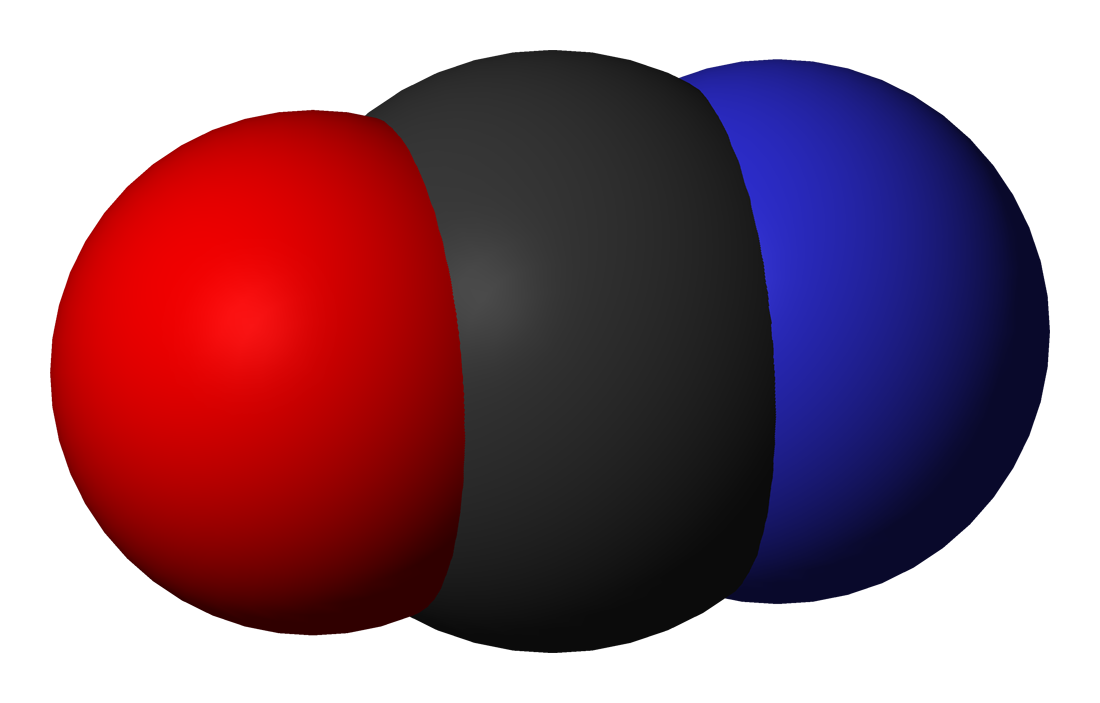
Modello dello ione cianato

Il cianato è un anione formato da un atomo di ossigeno, uno di carbonio e uno di azoto, legati in questo ordine; la formula è [OCN]−. È considerato uno pseudoalogenuro.

## Struttura
Lo ione cianato ha una struttura lineare, come tutte le specie triatomiche contenenti 16 elettroni nel livello più esterno (ad esempio, CO2, N3−). Si possono considerare le seguenti strutture limite di risonanza:
Lo ione cianato è quindi ambidentato e può formare composti covalenti legandosi sia con l'ossigeno che con l'azoto.

## Sintesi
Formalmente, il cianato è l'anione che deriva dalla neutralizzazione dell'acido cianico HOCN; quest'ultimo però è instabile e non può essere preparato puro. Lo ione cianato si può invece ottenere per debole ossidazione di soluzioni acquose di cianuro, CN−:
{\displaystyle {\ce {PbO + KCN -> Pb + KOCN}}}
Commercialmente, NaOCN è preparato invece trattando urea con carbonato di sodio:
{\displaystyle {\ce {2CO(NH2)2 + Na2CO3 -> 2NaOCN + CO2 + 2NH3 + H2O}}}

## Reattività
In chimica organica il cianato è un gruppo funzionale ambidentato in reazioni di sostituzione nucleofila, e reagisce formando cianati alchilici R−OCN (raramente) e più spesso isocianati R−NCO. Facendo reagire fenolo con cloruro di cianogeno (ClCN) in presenza di basi si formano cianati arilici (C6H5OCN).
In chimica inorganica i cianati sono i sali contenenti lo ione cianato, come NaOCN, KOCN.
Nella chimica di coordinazione è noto come legante ambidentato, potendosi legare al metallo sia con l'ossigeno che con l'azoto.

## Tossicità
Lo ione cianato è relativamente poco tossico rispetto allo ione cianuro (CN−). Alcuni metodi per eliminare lo ione cianuro si basano sulla facilità con cui CN− può essere ossidato a cianato. Ad esempio, si può usare ipoclorito (ClO−) o permanganato (MnO4−):
{\displaystyle {\ce {CN- + ClO- -> OCN- + Cl-}}}
{\displaystyle {\ce {3CN- + 2MnO4- +H2O -> 3OCN- + 2MnO2 + 2OH-}}}